# Jean-Baptiste Bessières
Vous lisez un « bon article » labellisé en 2015.
Pour les articles homonymes, voir Bessières.
Pour les autres membres de la famille, voir Famille Bessières.
Jean-Baptiste Bessières, duc d'Istrie, né le 6 août 1768 à Prayssac dans le Quercy et mort au combat le 1er mai 1813 à Weißenfels, dans le royaume de Saxe, est un militaire français, élevé à la dignité de maréchal d'Empire par Napoléon en 1804.
Issu de la petite bourgeoisie, il commence sa carrière militaire sous la Révolution française et est promu capitaine au sein du 22e régiment de chasseurs à cheval. Il est remarqué pendant la campagne d'Italie par le général Napoléon Bonaparte qui le nomme commandant du corps des guides à cheval. Bessières participe en cette qualité à la campagne d'Égypte jusqu'en 1799, avant d'être fait général sous le Consulat pour s'être distingué à la bataille de Marengo. Il est élevé à la dignité de maréchal d'Empire en 1804 et prend la tête de la cavalerie de la Garde impériale.
Brillant officier de cavalerie, Bessières se distingue dans la plupart des grandes batailles des guerres napoléoniennes, notamment à Austerlitz, Eylau, Essling et Wagram. En 1808, il joue un rôle actif dans la guerre d'Espagne en remportant dès le début du conflit la victoire de Medina de Rioseco, dont les conséquences sont néanmoins éphémères. Son attitude trois ans plus tard à la bataille de Fuentes de Oñoro, où son soutien fait défaut à Masséna, prête à controverses. Il n'en participe pas moins à la campagne de Russie en 1812, au cours de laquelle il sauve Napoléon d'une attaque de cosaques, et reçoit le commandement de toute la cavalerie française au début de la campagne d'Allemagne. Le maréchal est toutefois mortellement blessé par un boulet le 1er mai 1813 à Rippach, près de Weißenfels, la veille de la bataille de Lützen.
Bessières était, selon Napoléon, « un officier de réserve plein de vigueur, mais prudent et circonspect ». Médiocre commandant en chef, il est en revanche un excellent général de cavalerie, courageux, capable d'initiatives et qui conduit souvent en personne les charges de ses cavaliers. La mort de cet homme cultivé, pieux et populaire au sein de la Garde est vivement ressentie par l'Empereur qui déclare à son sujet : « il a vécu comme Bayard, il est mort comme Turenne ».

## Débuts sous l'Ancien Régime et la Révolution
Jean-Baptiste Bessières naît le 6 août 1768 à Prayssac, dans le Quercy. Il est l'aîné des neuf enfants de Mathurin Bessières, un maître chirurgien appartenant à la bourgeoisie locale, et d'Antoinette Lemosy, fille de notaire. Instruit dans son enfance par un prêtre, il étudie par la suite au collège Saint-Michel de Cahors et y reçoit une solide instruction. C'est également là qu'il fait la connaissance d'un de ses compatriotes, Joachim Murat, avec lequel il se lie d'amitié. Afin de reprendre la profession paternelle, il se prépare à aller suivre les cours de l'école de médecine à Montpellier mais sa famille se retrouve brutalement dans une situation financière difficile et il doit se former sur le tas sous la houlette de son père et d'un de ses cousins. En raison de sa bonne éducation, il participe à la rédaction des cahiers de doléances de sa commune en 1788 et devient commandant en second de la garde nationale locale lorsqu'éclate la Révolution française.

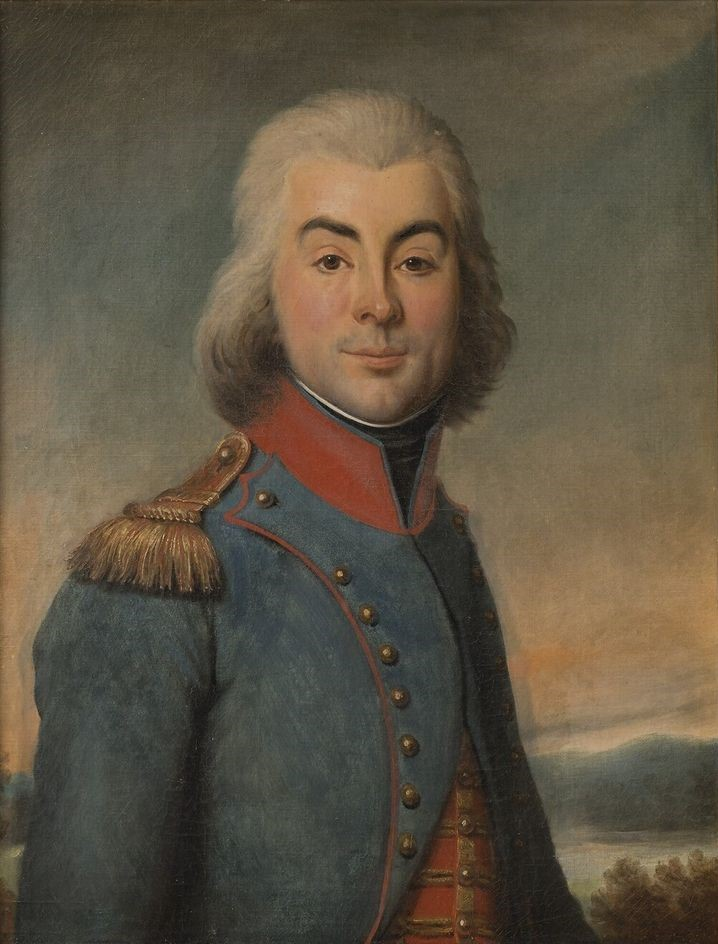
Jean-Baptiste Bessières, adjudant en 1792, Jean-Baptiste Paulin Guérin, 1835.

Le 8 février 1792, il est désigné par ses concitoyens, en même temps que son ami Joachim Murat, pour servir dans la Garde constitutionnelle du Roi, qu'il intègre le 7 avril de la même année avant d'en être licencié le 5 juin. Il entre alors au bataillon des Jacobins Saint-Dominique de la garde nationale parisienne. S'il adhère aux idées de la Révolution, il en désapprouve le tournant radical qui heurte ses convictions catholiques profondément teintées de conservatisme. Fidèle au roi, il tente de prendre part à la défense du palais des Tuileries dans la journée du 10 août et, par prudence, doit se cacher pendant un temps chez le duc de La Rochefoucauld. 
Le 1er novembre, il se réengage comme simple cavalier dans la légion des Pyrénées, futur 22e régiment de chasseurs à cheval, qui se trouve déployé à la frontière espagnole. Son avancement est assez rapide puisqu'il est nommé adjudant sous-officier le 1er décembre 1792, sous-lieutenant le 16 février 1793, lieutenant le 10 mai et enfin capitaine le 8 mai 1794. Servant successivement sous les ordres des généraux La Barre et Dugua, il participe notamment à la bataille du Boulou, où le 22e chasseurs prend une part importante à la victoire, et à celle de la Sierra Negra près de Figueras.
En août 1795, lui et son régiment sont transférés à l'armée d'Italie. Le hasard veut que cette armée soit bientôt placée sous les ordres du général Napoléon Bonaparte dont l'un des aides de camp n'est autre que son ami Joachim Murat. Bessières se signale au début de la campagne en enlevant à pied, et avec l'aide de deux de ses chasseurs, une pièce d'artillerie autrichienne après avoir eu son cheval tué sous lui. Il acquiert rapidement une réputation de bravoure qui lui vaut d'être désigné par Bonaparte comme chef du corps des guides à cheval de l'armée d'Italie. Le 4 septembre 1796, au combat de Rovereto, il avise une batterie autrichienne avec six de ses chasseurs et lui enlève deux canons. Le même jour, il est élevé provisoirement au grade de chef d'escadron, qui lui est confirmé le 4 mars 1797. Il se distingue ensuite à la bataille de Rivoli le 14 janvier 1797, puis à celle de La Favorite deux jours plus tard, ce qui lui vaut d'être choisi pour ramener au Directoire les drapeaux pris lors des derniers affrontements. Il retourne ensuite en Italie et intègre le cercle des intimes de Bonaparte. Il est nommé chef de brigade le 9 mars 1797. 
Affecté au commandement des guides du général en chef à l'armée d'Orient en mai 1798, Bessières participe à l'expédition d'Égypte. Ses hommes, presque entièrement dépourvus de montures, ne jouent toutefois aucun rôle dans la première phase de la campagne. Il suit Bonaparte en Syrie et se signale au siège de Saint-Jean d’Acre (du 19 mars au 20 mai 1799) puis, après le repli des forces françaises en Égypte, à la bataille d’Aboukir (25 juillet 1799) où il se joint à Murat pour mener une série de charges de cavalerie qui contribuent à rejeter leurs adversaires à la mer. Dans le rapport officiel sur la bataille qu'il adresse au Directoire le 27 juillet 1799, Bonaparte note : « le chef de brigade Bessières, à la tête des guides, a soutenu la réputation de son corps ». S'étant toujours rangé du côté de Bonaparte lorsque celui-ci faisait l'objet de contestations durant la campagne, Bessières fait partie de la petite suite qui accompagne le général en chef lors de son retour en France en août 1799.

## Sous le Consulat

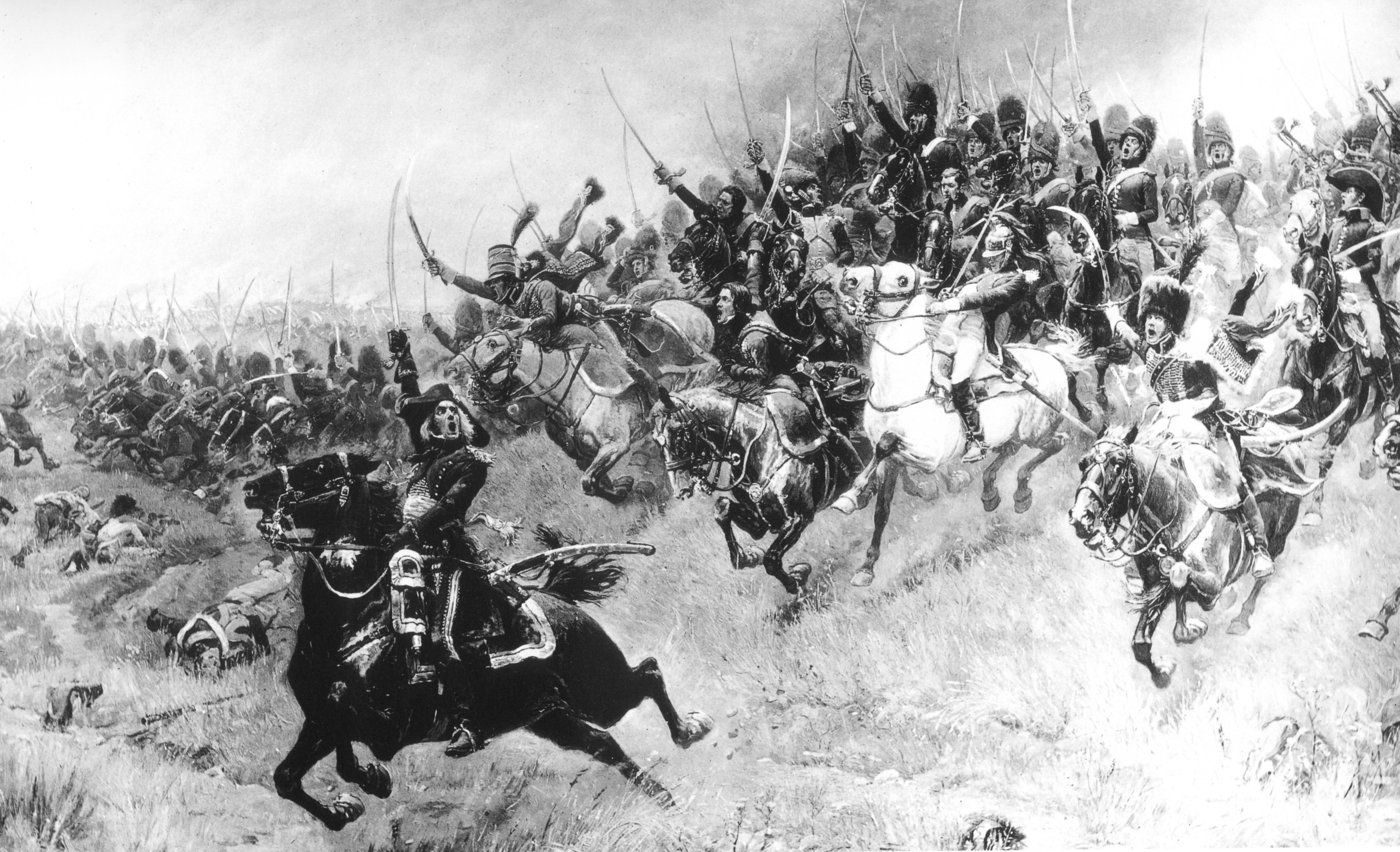
Bessières entraînant la cavalerie de la Garde consulaire à la charge au cours de la bataille de Marengo, le 14 juin 1800. Peinture d'Alphonse Lalauze.

De retour en France, Bessières est présent lors du coup d'État du 18 Brumaire au cours duquel, selon Jacques Garnier, il « reste constamment auprès de Bonaparte ». Le 11 novembre 1799, il est nommé commandant en second de la Garde consulaire. Il est en outre désigné pour être le tuteur d'Eugène de Beauharnais, le fils adoptif de Napoléon.
Le 14 juin 1800, il prend part à la bataille de Marengo. Alors que l'affaire tourne mal pour le Premier consul, Desaix et la division Boudet débouchent sur le champ de bataille. Pour soutenir leur mouvement, la brigade Kellermann se déploie sur le flanc droit tandis que Bessières organise une charge massive sur le flanc gauche avec l'ensemble de la cavalerie de la Garde consulaire, semant la panique chez les Autrichiens. Les grenadiers à cheval, en particulier, prennent possession de trois étendards ennemis. Après les combats, Bessières reçoit pour son action les éloges de Bonaparte, qui lui dit : « sous votre commandement, la Garde s'est couverte de gloire, elle ne pouvait pas faire mieux dans les circonstances données ».
Il est successivement promu général de brigade le 18 juillet 1800, puis général de division le 13 septembre 1802, ce qui constitue un avancement exceptionnellement rapide.

## Maréchal d'Empire

### Les débuts de l'Empire et la charge d'Austerlitz

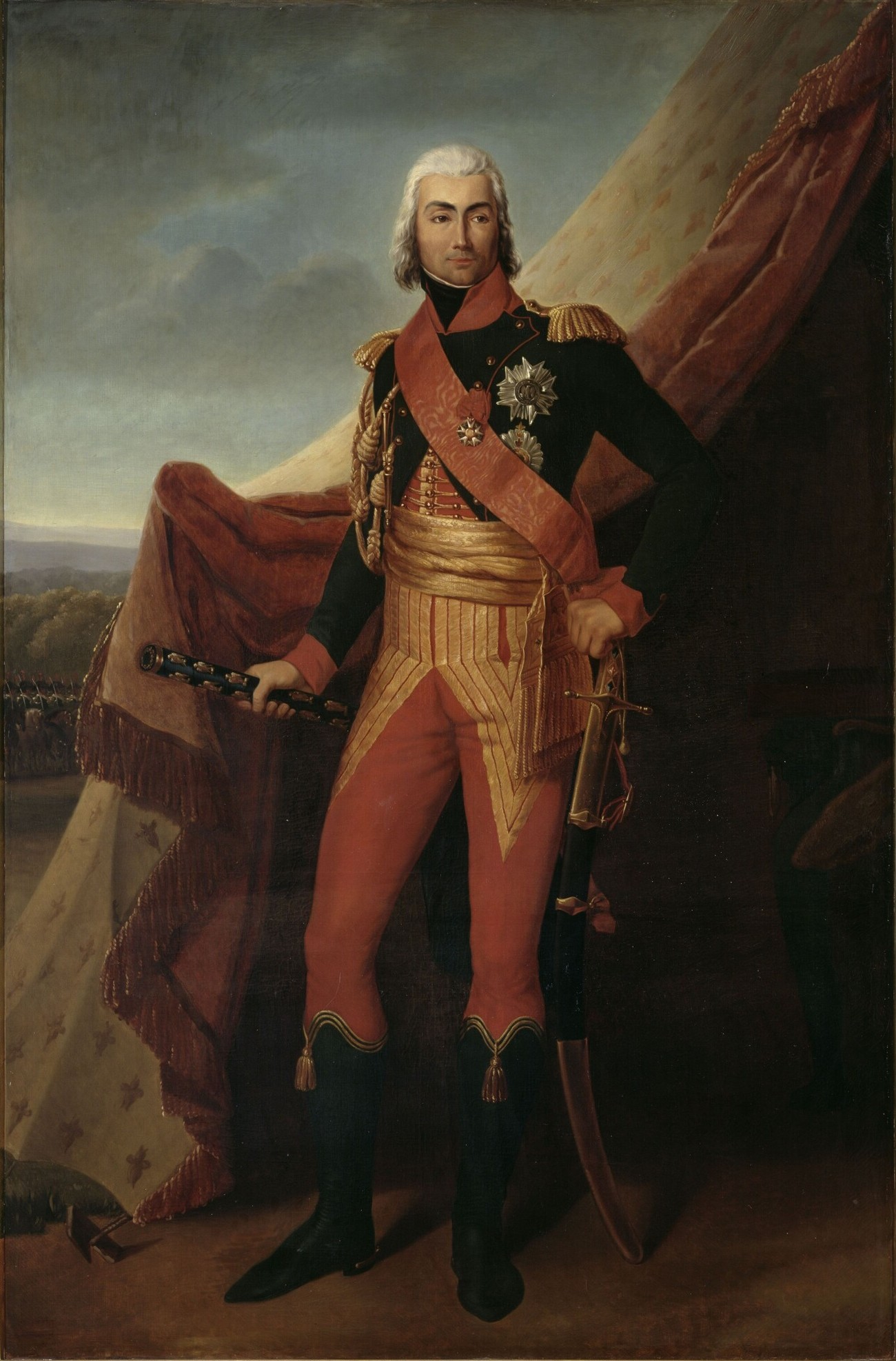
Portrait du maréchal Jean-Baptiste Bessières, duc d'Istrie (1768-1813) par Henri-François Riesener, huile sur toile, musée des Beaux-Arts d'Orléans.

Avec l'avènement du régime impérial, le général Bessières est élevé à la dignité de maréchal d'Empire le 19 mai 1804. Le 14 juin, il est fait grand officier de la Légion d'honneur, puis colonel général de la cavalerie de la Garde impériale le 20 juillet. Cette dernière fonction, nullement honorifique, permet à Bessières d'exercer une influence considérable au sein de la Garde impériale, qu'il s'attelle à réformer et à discipliner. Dirigeant la cavalerie de la Garde lors des parades et sur les champs de bataille, ses importantes fonctions militaires l'amènent à figurer parmi les intimes de l'Empereur, qu'il accompagne très souvent lors de ses déplacements. Toutefois, cette nomination prestigieuse n'est pas sans susciter la jalousie des autres maréchaux et l'accession de Bessières au maréchalat apparaît comme une faveur peu justifiée au vu de ses états de service, moins brillants que ceux de beaucoup d'autres. Marmont déclare à ce sujet : « si Bessières est maréchal, tout le monde peut l'être ». De fait, en dépit de son incontestable bravoure, Bessières doit son bâton de maréchal davantage à sa loyauté envers Napoléon qu'à ses talents sur le champ de bataille. Le 2 février 1805, il reçoit l'insigne de grand aigle de la Légion d'honneur.
Bessières prend part à la campagne d'Allemagne de 1805 au commandement de toutes les unités de la Garde impériale. Tandis que les chasseurs à cheval de la Garde sont envoyés en avant-garde, le maréchal escorte Napoléon avec les grenadiers à cheval et les mamelouks. Le 20 novembre, alors que la cavalerie de Murat vient d'être culbutée sur la route d'Olmütz par son homologue russe, il rétablit la situation en contre-attaquant avec quatre escadrons de la Garde impériale, conjointement avec les cuirassiers du général d'Hautpoul, et refoule ses adversaires sur Rausnitz. Quelques jours plus tard, le 2 décembre, a lieu la bataille d'Austerlitz où il mène la charge des chasseurs et des grenadiers à cheval de la Garde qui met en déroute la Garde impériale russe. Alors que Napoléon a pour projet de briser le centre austro-russe afin de diviser les forces ennemies et que la situation est plutôt à son avantage, un événement potentiellement dangereux pour les Français se produit lorsque la Garde impériale russe, sous le commandement du grand-duc Constantin, attaque les soldats de la division Vandamme autour de Stary Vinohrady (« les vieilles vignes ») avec l'appui de leur artillerie. Les 4e régiment de ligne et 24e régiment d'infanterie légère français subissent de lourdes pertes, plus de 400 hommes, et perdent leur aigle.
Napoléon décide alors d'envoyer Bessières et la cavalerie de la Garde, composée des chasseurs à cheval et des mamelouks (quatre escadrons), des grenadiers à cheval (quatre escadrons), ainsi que deux batteries d'artillerie à cheval de la Garde pour les appuyer. Une première charge menée par deux escadrons des chasseurs à cheval, appuyés par trois escadrons des grenadiers à cheval, disperse la cavalerie du tsar et permet d'engager l'infanterie de la Garde russe. Néanmoins, l'arrivée en renfort de sept escadrons de cosaques et de chevaliers-gardes renverse le rapport de force. Pour soutenir ses cavaliers, l'Empereur envoie d'abord le reste des chasseurs à cheval et les mamelouks, puis le dernier escadron des grenadiers à cheval. La cavalerie russe est refoulée et essuie de lourdes pertes, les chevaliers-gardes perdant plus de 200 hommes parmi lesquels le prince Repnine. La perte totale de la cavalerie de la Garde se monte à environ 140 hommes. Les charges de la cavalerie de la Garde menées par Bessières ont permis de repousser cette dernière attaque russe sur le Pratzen, laissant les Français maîtres du plateau jusqu'à la fin de la bataille. Rentré à Vienne avec l'Empereur et la Garde, Bessières regagne la France après la signature du traité de Presbourg à la fin du mois de décembre.

### La campagne de Prusse et de Pologne

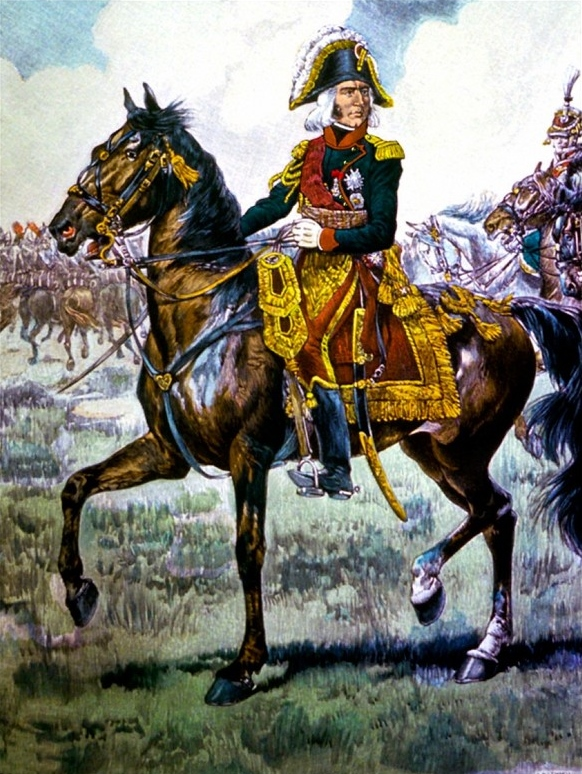
Jean-Baptiste Bessières, maréchal d'Empire et colonel-général de la cavalerie de la Garde impériale. Illustration de Job.

Le 14 octobre 1806, Bessières assiste à la bataille d'Iéna sans y prendre une part active. Il participe peu après à l'entrée triomphale de l'armée française dans Berlin, où il défile à la tête de la Garde à cheval, et se voit alors confier plusieurs missions d'inspection et d'organisation. Il fait le reste de la campagne de Prusse à la suite du quartier général de l'Empereur. Les opérations se poursuivent contre les Russes, et vers la mi-décembre, Bessières obtient le commandement d'un corps de cavalerie de réserve fort de deux divisions de dragons, d'une division de cuirassiers et de trois régiments de cavalerie légère, alignant au total 7 500 hommes.
Franchissant la Vistule le 17 décembre, la cavalerie de Bessières progresse avec précaution en territoire polonais et rejette l'ennemi au-delà de la Wkra. Attaqué le 23 décembre à Bieżuń alors qu'il ne dispose que de deux compagnies d'infanterie légère pour soutenir sa cavalerie, Bessières parvient à résister aux attaques de plusieurs colonnes prussiennes et russes fortes d'environ 5 000 à 6 000 hommes. Il prend ensuite le dessus dans des marais, fait de nombreux prisonniers chez l'ennemi et capture deux étendards et cinq pièces de canon. Le lendemain, il charge plusieurs escadrons prussiens et leur enlève un certain nombre de pièces d'artillerie. Resté avec le Ier corps de Bernadotte sur les rives de la Wkra, Bessières, mal informé par la cavalerie légère de Tilly, s'attarde trois jours à Bieżuń alors que l'armée française a déclenché son offensive contre les Russes. Il reprend finalement sa progression le 27 décembre en direction de Mława, mais la campagne s'interrompt peu après lorsque Napoléon ordonne à ses troupes de prendre leurs quartiers d'hiver. Le corps de Bessières est dissous le 12 janvier et ce dernier rentre avec l'Empereur à Varsovie, où il reprend la direction de la Garde impériale.
Le 8 février 1807, à la bataille d'Eylau, la progression du corps d'Augereau est déroutée par une tempête de neige et celui-ci est écrasé par le feu des batteries russes. La cavalerie de Bennigsen tente d'exploiter ce succès mais une charge des chasseurs à cheval de la Garde menée par Bessières la ramène. L'Empereur ordonne alors au maréchal Murat de lancer toute la cavalerie de réserve dans une charge massive. Les cavaliers français percent la première ligne russe, puis la deuxième, avant de se retrouver derrière les rangs ennemis, menacés d'encerclement. En conséquence, l'Empereur ordonne au maréchal Bessières d'aider la cavalerie de réserve avec celle de la Garde. Une seconde charge de cavalerie a donc lieu, menée par les chasseurs à cheval de la Garde et suivie par la cavalerie lourde composée des cuirassiers du 5e régiment et des grenadiers à cheval. Ces derniers culbutent les lignes qui leur sont opposées mais, perdus dans une bourrasque de neige, manquent de peu d'être capturés. La charge de la cavalerie de la Garde permet finalement à la cavalerie de réserve d'échapper à l'encerclement et de revenir à ses positions initiales.
À la suite de la victoire française à Eylau, Bessières reste auprès de Napoléon et s'attache à renforcer ses troupes éprouvées par la dernière campagne. Au mois de mai, la Garde impériale aligne environ 8 500 hommes. Les hostilités ayant repris, le maréchal assiste à la bataille d'Heilsberg le 10 juin, où son chef d'état-major, le général Roussel, est tué par un boulet de canon, et à celle de Friedland le 14 qui se solde par une victoire décisive de Napoléon. Le maréchal Bessières est présent aux côtés de Napoléon à l'entrevue du 25 juin 1807 avec le tsar Alexandre Ier de Russie sur le Niémen, où une ébauche du traité de Tilsit est rédigée. Il quitte cette dernière ville le 9 juillet avec l'Empereur et la Garde et entame la marche de retour vers Berlin puis Paris. Il est alors chargé de négocier le mariage entre la princesse Catherine de Wurtemberg et le frère de l'Empereur Jérôme Bonaparte, roi de Westphalie. Cette mission achevée, le maréchal rentre à Paris où il participe du 25 au 28 novembre aux festivités organisées pour le retour de la Garde impériale.

### Première campagne dans la péninsule Ibérique

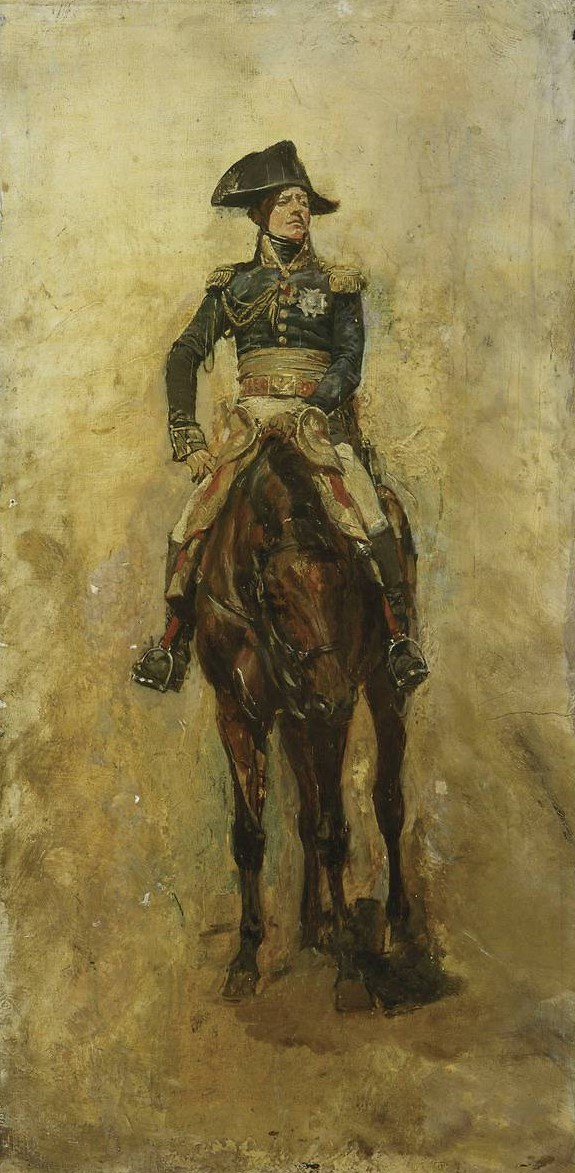
Le maréchal Bessières à cheval. Peinture d'Ernest Meissonier.

À la suite du soulèvement du Dos de Mayo à Madrid le 2 mai 1808, Napoléon décide d'envoyer Bessières en Espagne afin de renforcer les troupes d'occupation françaises. Le maréchal, qui exerce pour la première fois un commandement indépendant, prend la tête des unités de la Garde impériale et du corps d'observation des Pyrénées occidentales, avec lesquels il s'établit à Burgos en attendant l'arrivée de Joseph Bonaparte, désigné par son frère pour monter sur le trône d'Espagne. Les troupes placées sous les ordres de Bessières comprennent surtout des unités de conscrits, formées en régiments provisoires de faible valeur, et seulement quatre bataillons de vieilles troupes. Occupant dès le mois de mai les provinces de Navarre et de Guipuscoa, Bessières s'empare des villes de Logroño et de Torquemada le 6 juin, puis de Ségovie le 7.
Au mois de juillet, l'armée espagnole de Galice commandée par les généraux Blake et la Cuesta marche contre les Français. Le maréchal se porte à sa rencontre avec l'ensemble des troupes disponibles, soit environ 15 600 hommes, et l'affronte à la bataille de Medina de Rioseco le 14 juillet. Jugeant préférable d'attaquer ses adversaires séparément afin de les vaincre en détail, Bessières ordonne au général Merle, soutenu par Lasalle, de s'en prendre à l'armée de Blake pendant que la division du général Mouton est chargée de distraire Cuesta. Un premier assaut sur le mont Moclín mené par la brigade Sabatier échoue, et ce n'est qu'à la deuxième tentative que les Français parviennent à se rendre maîtres de la position. Bessières fait alors bombarder le plateau de Valdecuevas qu'il fait assaillir par Sabatier et par les brigades Darmagnac et Ducos. Blake repousse la première attaque mais il commet à ce moment l'erreur de détacher une de ses divisions auprès de Cuesta, affaiblissant dangereusement son aile gauche. La cavalerie légère de Lasalle charge ce secteur faible de la ligne espagnole, culbute l'infanterie adverse et balaie en quelques minutes les hauteurs de Valdecuevas.
Bessières a désormais les mains libres contre Cuesta. La division espagnole de Portago lance une contre-attaque sur le plateau et rencontre d'abord un certain succès, mais elle est finalement rejetée par un retour offensif de l'infanterie française. Les troupes de Cuesta ne sont pas plus heureuses contre Mouton ; malmenées par un feu de mousqueterie et par une charge de la cavalerie impériale, elles doivent se joindre à la débâcle générale malgré le dévouement de quelques unités d'arrière-garde. La bataille s'achève vers 15 h par une incontestable victoire française, la première de Bessières en tant que commandant en chef d'une force indépendante. Les pertes françaises sont d'environ 1 000 hommes contre près de 8 000 tués, blessés, prisonniers ou disparus chez les Espagnols. La timide poursuite française est enrayée par la présence de la guérilla, mais la victoire de Medina de Rioseco éradique l'armée régulière espagnole des provinces du nord et ouvre la voie de Madrid à Joseph Bonaparte. Napoléon, recevant la nouvelle, s'écrie : « C'est une seconde bataille de Villaviciosa ; Bessières a mis mon frère Joseph sur le trône d'Espagne ».
À la suite de ce succès, Bessières pousse jusqu'à Mayorga où il entre le 22 juillet. Il écrit dans le même temps au général espagnol Blake pour l'inciter à déposer les armes, arguant de la futilité de sa cause, et ordonne de relâcher plusieurs centaines de prisonniers faits à Medina de Rioseco en signe de bonne volonté. Les avantages stratégiques acquis sur les Espagnols du fait de cette bataille sont toutefois éclipsés par la défaite du général Dupont à Bailén, qui contraint les Français à repasser l'Èbre. Le corps de Bessières se retire du côté de Briviesca en attendant la venue de l'Empereur, qui a décidé d'intervenir personnellement en Espagne afin de redresser la situation. Une fois celui-ci arrivé, Bessières reçoit l'ordre d'avancer sur Burgos mais perd du temps, soit parce qu'il surestime les forces adverses, soit parce qu'il sait depuis le 6 novembre qu'il doit être remplacé par le maréchal Soult à la tête du IIe corps. Le 9 novembre, il transmet son commandement à ce dernier, conservant toutefois celui de la Garde impériale et de la cavalerie de réserve. Conformément aux ordres de l'Empereur, les deux maréchaux marchent sur Burgos et se heurtent devant la ville à l'armée espagnole du comte de Belveder. L'action décisive de l'infanterie française contre les lignes espagnoles est complétée par l'attaque de la cavalerie lourde menée par Bessières, qui sabre les fuyards et met la main sur de nombreuses pièces d'artillerie. Bessières est cependant critiqué par Napoléon qui lui écrit la veille de la bataille :

« J'ai vu avec peine qu'au lieu d'ambitionner la gloire d'entrer à Burgos, vous préfériez la céder à un autre. Votre résultat du 8 n'a pas rempli mon attente. Vous ne me donnez aucun renseignement ; et comment pourriez-vous m'en donner ? Vous étiez à dix lieues de votre avant-garde ; le général Lasalle, qui la commande, était à cinq lieues de Burgos, de sorte que tout finissait par un colonel qui ne sait pas ce que l'on veut faire. Est-ce ainsi, monsieur le maréchal, que vous m'avez vu faire la guerre ? »

Il n'en dirige pas moins la poursuite française et assiste aux côtés de l'Empereur à la bataille de Somosierra le 30 novembre, où les chevau-légers polonais de la Garde enlèvent un défilé gardée par une armée espagnole et seize pièces d'artillerie. Les défenseurs sont refoulés sur Madrid que Bessières, arrivé sur place le 2 décembre avec la cavalerie de la Garde et les divisions de dragons La Houssaye et Latour-Maubourg, fait sommer de se rendre une première fois. Son offre est repoussée mais la capitale espagnole doit finalement capituler le 4 décembre devant l'Empereur en personne. Bessières concourt ensuite à la destruction des forces du général Castaños qu'il harcèle jusqu'aux portes de l'Andalousie. À cette date, il est rappelé par Napoléon à Madrid pour prendre part à la poursuite de l'armée anglaise du général Moore, qui se replie dans le nord de l'Espagne. Il conduit la cavalerie jusqu'à Villafranca del Bierzo avant de regagner Valladolid avec Napoléon qui a décidé de rentrer en France pour faire face à une guerre imminente avec l'Autriche. Le 17 janvier 1809, Bessières est nommé gouverneur des provinces du nord de la péninsule et rentre en France le 9 mars.

### Essling et Wagram
Rappelé par l'Empereur pour la guerre contre l'Autriche, Bessières se voit confier à partir du 10 avril la réserve de cavalerie de l'armée d'Allemagne. Celle-ci est constituée des divisions de cavalerie légère Lasalle et Montbrun, de la division de dragons de Beaumont et de la division de grosse cavalerie de Nansouty, pour un total d'environ 15 000 cavaliers. Le 21 avril, marchant en avant-garde avec la cavalerie bavaroise et les divisions Nansouty et Saint-Sulpice, le maréchal culbute la cavalerie autrichienne en avant de Landshut. Dans la nuit du 22, Napoléon lui donne l'ordre de se lancer à la poursuite du corps autrichien de Hiller, battu la veille à Landshut. Les forces du maréchal se composent pour cette mission de la division bavaroise Wrede du VIIe corps, de la division française Molitor et de la division de cavalerie Marulaz, appartenant toutes les deux au IVe corps. Bessières arrive à Neumarkt-Sankt Veit le 22 avril, accompagné de la division Wrede et de la cavalerie de Marulaz qui est envoyée en reconnaissance aux abords de l'Inn. Un premier contact entre les deux armées a lieu le 23 avril : le lendemain, Hiller lance une contre-attaque et met rapidement les troupes franco-bavaroises en difficulté, malgré la résistance de la division Wrede sur les collines au sud-est de Neumarkt. Menacé d'encerclement, Bessières ordonne la retraite en début d'après-midi. Cet échec lui coûte 2 600 hommes, tués, blessés ou prisonniers, contre seulement 800 chez les Autrichiens.

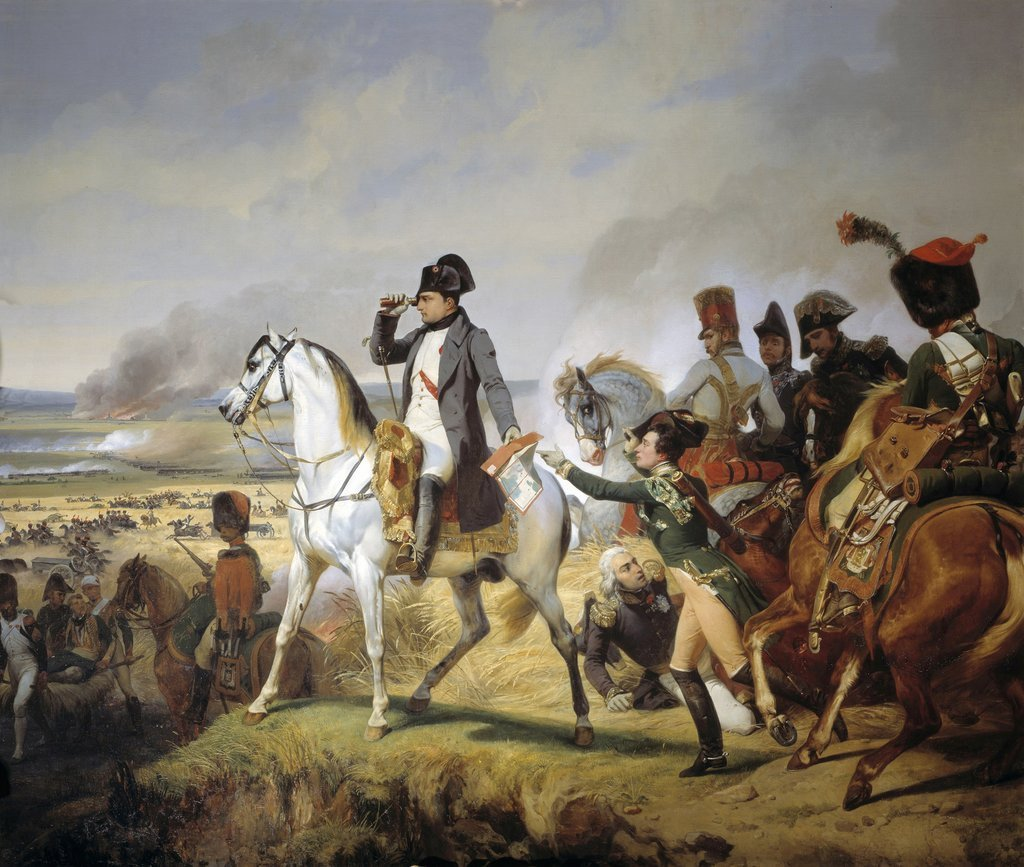
Napoléon à Wagram, le 6 juillet 1809. Derrière lui, le maréchal Bessières vient d'être projeté au sol par la mort de son cheval. Peinture d'Horace Vernet.

Le maréchal participe ensuite à la meurtrière bataille d'Essling, qui se déroule du 21 au 22 mai. Les 7 000 sabres de sa cavalerie, reliant les troupes de Masséna et de Lannes, sont déployés dans la plaine entre les villages d'Aspern et Essling. Ces derniers sont le théâtre d'affrontements sanglants auxquels se joignent les charges répétées des cavaliers de Bessières. Une controverse oppose alors celui-ci à Lannes, sous les ordres duquel il a été placé, et qui l'accuse de ne pas s'engager suffisamment contre les Autrichiens ; sur le moment, Bessières passe outre mais une vive algarade entre les deux hommes a lieu le soir même au bivouac. Le second jour, les Français, malgré leur résistance, sont accablés par le nombre et Napoléon doit ordonner la retraite en direction de l'île de Lobau. Dans un même temps, chargé de contenir la pression autrichienne avec sa cavalerie, Bessières tient les troupes de l'archiduc Charles à distance et permet à l'armée de se retirer en ordre. Il est fait duc d'Istrie le 28 mai 1809.
À la bataille de Wagram, le 6 juillet, la situation de la gauche française s'étant rapidement dégradée, Napoléon ordonne au maréchal Bessières de charger les formations autrichiennes qui menacent son aile gauche. Le temps jouant contre lui, Bessières décide de ne pas attendre l'arrivée de la cavalerie de la Garde et, ses deux autres divisions de cavalerie lourde étant engagées ailleurs, il se résout à conduire son attaque avec la seule division Nansouty. La charge s'effectue sous une grêle de boulets et de mitraille. Ayant décelé un point faible dans la ligne autrichienne, les cavaliers français font une percée et bousculent l'infanterie ennemie qui s'est formée en carrés, sabrant au passage un bataillon de grenzers. Cependant, une grande partie de la cavalerie française est gênée par les masses de l'infanterie autrichienne et l'attaque perd beaucoup de son intensité. Bessières et Nansouty obliquent alors sur la droite et chargent les canons du prince de Liechtenstein, mais la cavalerie autrichienne intervient presque aussitôt et repousse les cavaliers français jusqu'à leurs lignes.
Bessières, dont la détermination n'a pas été entamée par ce premier échec, se prépare à lancer un nouvel assaut, cette fois-ci avec le soutien d'une partie de la cavalerie de la Garde, lorsqu'un boulet tue son cheval et lui fait perdre connaissance. La Garde impériale, qui l’adore et le croit mort, s’afflige. Napoléon lui dit : « voilà un beau boulet, Bessières, il a fait pleurer ma Garde ». Sans nouvelles de son chef, Nansouty décide de rompre l'engagement afin de préserver sa division déjà fortement entamée. La charge de Bessières, bien que menée à la hâte avec une seule division, a des conséquences tactiques importantes en faisant gagner à Napoléon un temps précieux, permettant à ce dernier de reprendre l'initiative de la bataille. Après avoir comblé la brèche créée par l'avancée de la colonne Macdonald, sa cavalerie se lance dans la soirée sur les lignes autrichiennes en retraite sans réussir à les entamer sérieusement. Soigné à Vienne, Bessières rentre en France une fois sa convalescence achevée.

### Années de paix et retour en Espagne
Peu de temps après, le 8 août 1809, il est nommé au commandement supérieur de la 16e division militaire, puis des trois divisions de gardes nationales rassemblées à Saint-Omer, Lille et Ostende le 20 août. À la même époque, un corps expéditionnaire anglais débarqué sur l'île de Walcheren s'empare de la ville de Flessingue, menaçant Anvers. Une armée française placée sous les ordres de Bernadotte est rassemblée pour faire face aux troupes britanniques, mais ces dernières, terrassées par les fièvres, sont finalement rapatriées à la fin du mois d'août, à l'exception d'une garnison demeurée dans Flessingue. Le 11 septembre, Bessières remplace Bernadotte à la tête de l'armée du Nord et réoccupe Flessingue et Walcheren définitivement évacuées par les Anglais.

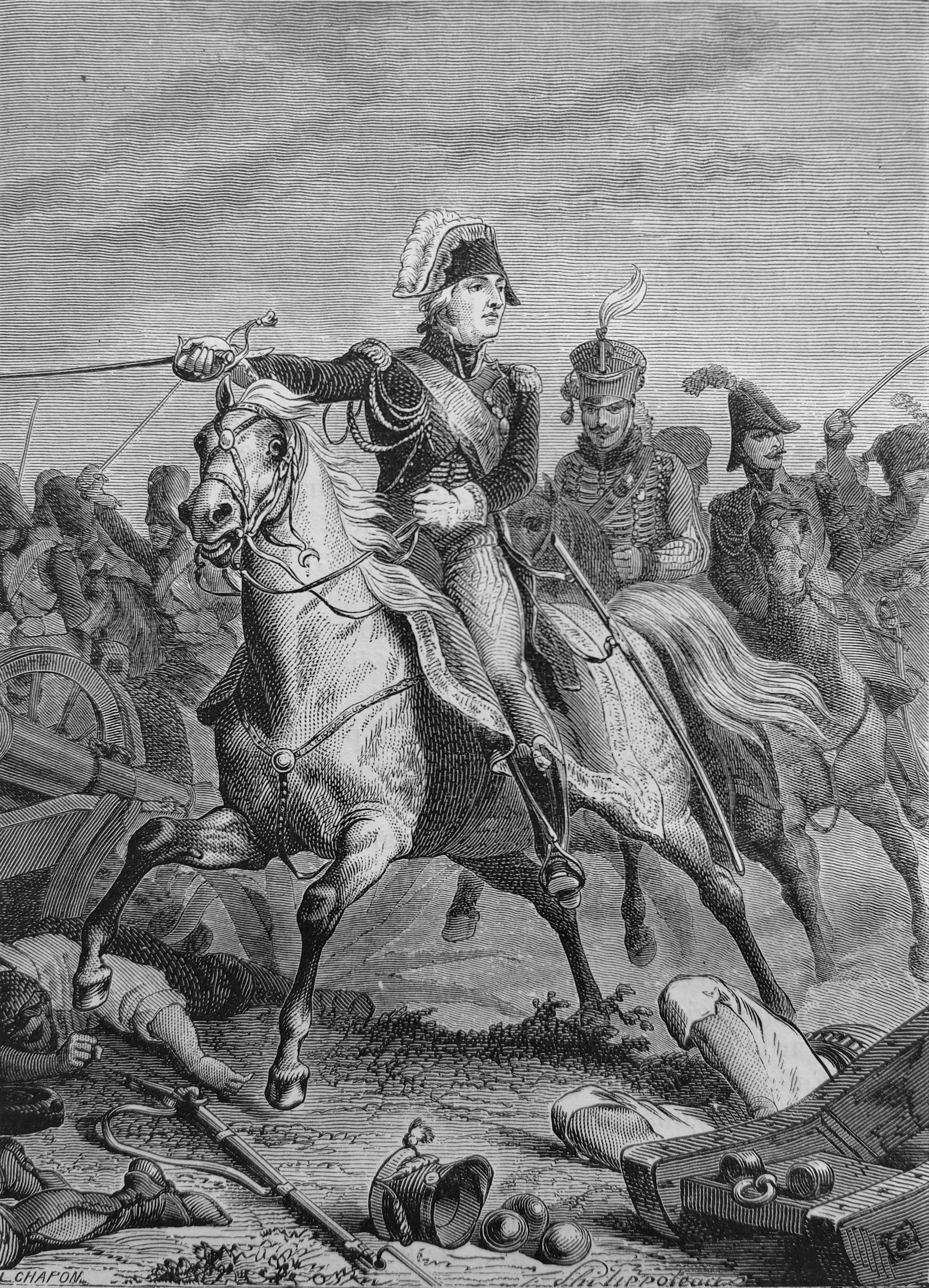
Le maréchal Bessières menant une charge de sa cavalerie, par Henri Félix Emmanuel Philippoteaux.

Rentré à Paris, il accueille froidement le divorce de Napoléon d'avec Joséphine, auquel il s'est opposé par le passé, ce qui n'empêche pas l'Empereur de venir passer quelques jours en sa compagnie au château de Grignon, propriété du maréchal. Bessières est nommé commandant de la Garde impériale à Paris le 19 janvier 1810 ; deux mois plus tard, le 19 mars, il est fait gouverneur de Strasbourg et accueille à ce titre la nouvelle impératrice Marie-Louise d'Autriche lors de son arrivée sur le sol français. Après avoir assisté le 2 avril au mariage religieux du couple impérial, Bessières partage son temps entre Grignon et Paris et s'occupe essentiellement de l'administration de la Garde.
Le 15 janvier 1811, il se voit attribuer le commandement en chef de l'armée du Nord de l'Espagne. Forte d'environ 66 000 hommes, celle-ci opère sur un territoire très étendu allant de la Navarre aux Asturies, ce qui entraîne une forte dispersion des effectifs et d'importantes difficultés logistiques. Bessières a notamment pour mission de soutenir l'armée du Portugal conduite par le maréchal Masséna. Ce dernier, après avoir échoué à chasser de la péninsule les troupes anglo-portugaises du général Wellington, se replie sur la frontière espagnole et sollicite l'assistance de Bessières, notamment afin d'être ravitaillé en chevaux et en vivres. Il s'emploie dans le même temps à regrouper ses forces afin de libérer la place d'Almeida, assiégée par ses adversaires. Alors que les requêtes émanant du commandant en chef de l'armée du Portugal se font de plus en plus pressantes, Bessières fait valoir ses propres difficultés, se montre peu enclin à la coopération et exprime ses doutes sur la stratégie adoptée par le prince d'Essling. Il écrit également au major-général Berthier pour l'informer de la situation matérielle inquiétante dans laquelle se trouve l'armée du Portugal. En conséquence, Masséna est obligé de reporter son offensive par deux fois avant que Bessières, réalisant la nécessité d'une intervention immédiate pour sauver Almeida et Ciudad Rodrigo, ne se décide à envoyer en renfort les brigades de cavalerie Wathier et Lepic (1 500 hommes) avec six canons et trente attelages. Ces troupes, conduites par le duc d'Istrie en personne, rejoignent Masséna le 1er mai 1811.
Une bataille s'engage le 3 mai à Fuentes de Oñoro, dans la province de Salamanque, et se prolonge sur trois jours. Le 5, Wellington se trouve dans une position délicate face aux Français. En dépit des maigres renforts envoyés par Bessières, Masséna réussit en effet à exploiter une faiblesse dans la ligne de Wellington, et ce dernier est sur le point d'être battu. Masséna charge alors son aide de camp, Nicolas Oudinot, de trouver Lepic et la cavalerie de la Garde, avec ordre de charger immédiatement. Toutefois, Oudinot est bientôt de retour avec de mauvaises nouvelles, lui rapportant que Lepic reconnaissait seulement Bessières en tant que chef et qu'il ne chargerait pas sans son ordre. Bessières ne pouvant être trouvé, l'opportunité d'en finir avec l'armée de Wellington s'évapore. Plus tard dans la journée, Bessières s'oppose à l'utilisation de ses attelages que Masséna souhaite diriger sur Ciudad Rodrigo afin de réapprovisionner l'armée en munitions. En définitive, la bataille s'achève sur un échec stratégique français majeur. Mis au courant des événements, Napoléon fait dire à Bessières, par l'intermédiaire de Berthier : « vous avez été inutile à l'armée du Portugal ».
À la suite de cette défaite, Masséna est rappelé en France et est remplacé à la tête de l'armée du Portugal par le maréchal Marmont, à qui Bessières fait envoyer du blé, des chevaux et des fournitures. Bien que s'étant initialement opposé au mouvement conçu par Marmont pour aider Soult en Estrémadure, en refusant de diriger des troupes sur Salamanque, il finit par donner son accord et à mettre en route les effectifs demandés. Le maréchal Bessières est remplacé dans son commandement en Espagne le 8 juillet 1811 par le général Dorsenne, sans que les motifs exacts de ce rappel soient connus. Sans affectation, il demeure à Paris pendant toute une année et en profite également pour rendre visite à son père dans son village natal de Prayssac.

### Campagne de Russie

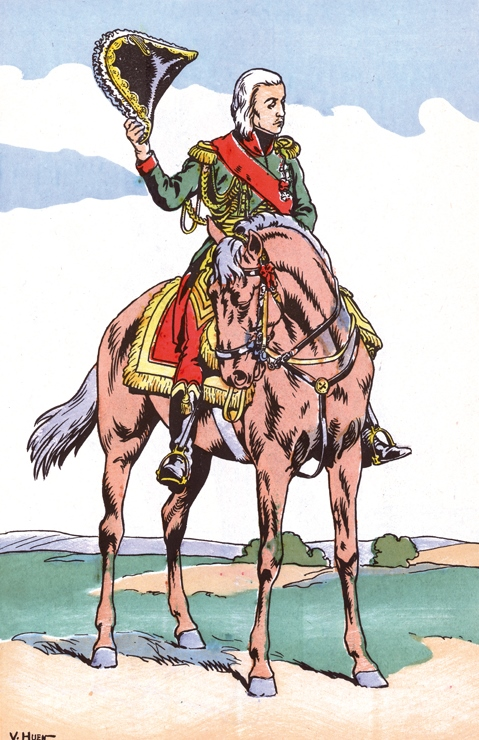
Le maréchal Bessières. Illustration de Victor Huen.

Bessières rejoint la Grande Armée en prévision de la campagne de Russie en 1812 et prend une nouvelle fois la tête de la cavalerie de la Garde impériale. À cette époque, cette formation d'élite, dotée d'un effectif de 6 000 sabres, se compose des grenadiers à cheval du général Walther, des chasseurs à cheval et mamelouks du général Lefebvre-Desnouettes, de deux régiments de lanciers sous les généraux Krasiński et Colbert, d'un régiment de dragons et de deux escadrons de gendarmes d'élite. Cette nomination sonne toutefois comme un désaveu dans la mesure où Bessières se voit priver de la direction d'un corps d'armée. Entre février et mars, les unités de la Garde font route vers l'Allemagne, puis à partir de la mi-avril, en direction de la Pologne. Le 23 juin, les troupes françaises atteignent les rives du Niémen qui est franchi le lendemain, ce qui marque le début de l'invasion.
Bessières suit l'Empereur avec la Garde pendant la première partie de la campagne, entrant avec lui dans Vilna le 28 juin puis dans Vitebsk le 28 juillet. Les opérations sont éprouvantes et la Grande Armée est fortement affaiblie par les maladies et la désertion ; toutefois la cavalerie de la Garde est encore peu affectée grâce aux bonnes dispositions prises par Bessières. Après avoir traversé le Dniepr et enlevé Smolensk à la mi-août, Napoléon hésite à poursuivre sa marche vers Moscou. Bessières est parmi ceux qui l'encouragent à ne pas aller plus avant, mais l'Empereur décide finalement de reprendre l'offensive. Les Russes, qui jusque là se sont retirés presque sans combattre devant les Français, acceptent l'affrontement lors de la bataille de la Moskova, le 7 septembre 1812. Au cours de cette journée, la cavalerie de Bessières est tenue en réserve avec le reste de la Garde impériale. Les attaques françaises se succèdent depuis le matin et parviennent, au prix de pertes énormes, à ébranler le centre de la position russe. À ce moment, Murat et Ney demandent expressément à l'Empereur de faire donner la Garde impériale, qui refuse une première fois malgré l'avis favorable de Bessières. La situation ayant évolué au centre, les deux maréchaux renouvellent leur demande mais Napoléon s'y oppose à nouveau, cette fois soutenu en ce sens par le duc d'Istrie. Dans la soirée, ce dernier propose vainement à son souverain de faire donner la Garde sur l'armée russe en retraite.
Les Français entrent dans Moscou le 15 septembre et Bessières s'installe avec ses troupes à proximité du Kremlin où réside l'Empereur. Lors de l'incendie de la ville, il réussit à convaincre Napoléon de quitter le palais. Quelques jours plus tard, le maréchal est envoyé à l'avant-garde en soutien de Murat avec un corps d'armée rassemblant, outre les deux régiments de lanciers de la Garde, de la cavalerie légère, des dragons, la division Friederichs du Ier corps et l'infanterie polonaise de Poniatowski. Franchissant la Desna, il contraint le général russe Miloradovitch à battre en retraite et campe avec Murat face à l'armée de Koutouzov à Taroutino, où l'absence de fourrage et d'approvisionnements se fait cruellement sentir, notamment au sein des unités de cavalerie. Le 18 octobre, les deux maréchaux sont attaqués par les Russes lors de la bataille de Winkowo et doivent reculer sur Voronovo. Ils rallient Napoléon peu après alors que la retraite de Russie vient juste de commencer. Le 25 octobre 1812, l'état-major de l'Empereur est attaqué par les cosaques à Gorodnia, le lendemain de la bataille de Maloïaroslavets. Bessières, enlevant la cavalerie de la Garde qui se tient à proximité, rétablit la situation et refoule les assaillants sur la Louga. Selon les mots de son biographe : « Bessières avait sauvé l'Empereur : le Bulletin de la Grande Armée le fit savoir à l'Europe entière ». Lors du conseil de guerre qui suit cet événement, le duc d'Istrie conseille de retraiter vers Smolensk en passant par Mojaïsk ; Napoléon choisit finalement la route la plus courte, déjà empruntée à l'aller.
Pendant la retraite, Bessières marche en tête de l'armée avec la Garde impériale, traversant successivement Mojaïsk le 29 octobre, Viazma le 1er novembre, Dorogobouj le 5 et Smolensk le 9. Le 15 novembre a lieu la bataille de Krasnoï où la Garde tente de contenir les assauts des Russes pour permettre au reste de l'armée de continuer sa retraite. Lorsqu'il atteint Orcha le 19, Bessières n'a plus sous ses ordres qu'environ 1 000 cavaliers de la Garde dont la moitié démontée. Après le franchissement de la Bérézina, le repli des troupes françaises se poursuit jusqu'à Königsberg et, à la fin du mois de décembre, Bessières est rappelé en France pour superviser la reconstitution de la Garde et de la réserve de cavalerie.

### Mort au combat

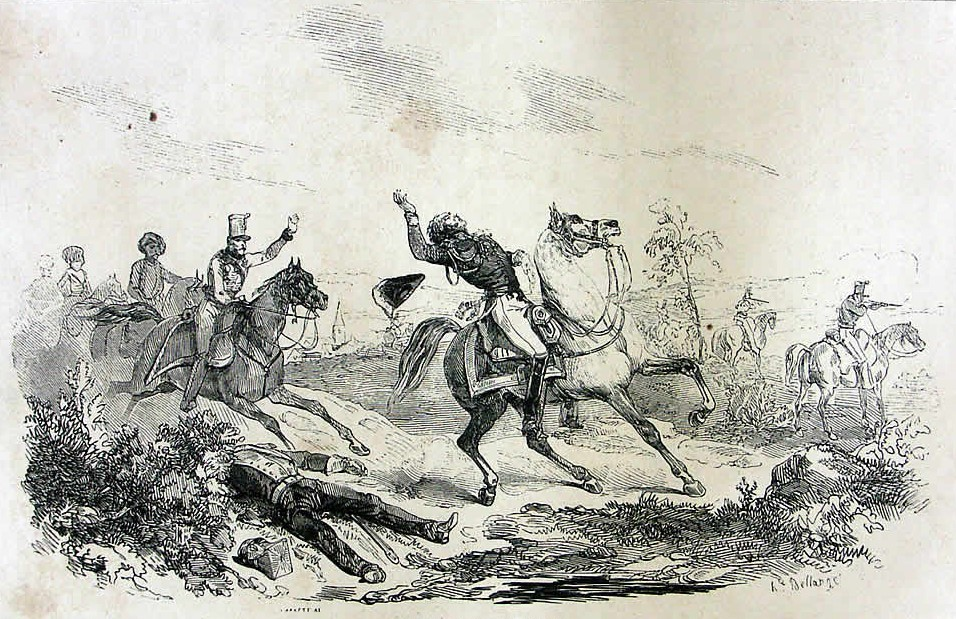
Mort du maréchal Bessières à Rippach, le 1 mai 1813.

En 1813, lorsque débute la campagne d'Allemagne, l’Empereur confie au duc d'Istrie le commandement de toute la cavalerie de l’armée, c'est-à-dire, outre les escadrons de la Garde, le Ier corps de cavalerie du général Latour-Maubourg, les deux régiments de cavalerie du général Kellermann et quelques unités de cavalerie alliées. Au matin du 1er mai 1813, à la veille de la bataille de Lützen, le maréchal brûle les lettres de sa femme qu'il a, jusque-là, conservées pieusement et ayant consenti, devant l'insistance de ses officiers, à prendre à contre-cœur une légère collation, il dit alors : « si un boulet de canon doit m'enlever ce matin, je ne veux pas qu'il me prenne à jeun ». « Si l'on se bat aujourd'hui, le maréchal sera tué » confie alors son aide de camp Baudus.
Peu après, tandis que Bessières dirige une attaque près de Weißenfels, un premier boulet emporte la tête de son ordonnance — un chevau-léger lancier polonais —, puis un second boulet lui fracasse la main et transperce sa poitrine. Le boulet l'emporte aux alentours de 12 h 55. Le colonel Saint-Charles raconte les circonstances exactes de la mort du maréchal Bessières dans une lettre du 4 novembre 1839 :

« M. le maréchal prince de la Moskowa (Ney), à la tête de son corps d'armée en marche, venait de tourner, suivi de son état-major, dont je faisais partie, le village de Rippach, par sa gauche, et s'était arrêté à la hauteur de ses dernières maisons, ayant une large plaine en face et couverte de cavalerie étrangère qui faisait mine de vouloir s'opposer vigoureusement à la continuation de notre mouvement, lorsque M. le maréchal Bessières, arrivant prés de M. le maréchal Ney, celui-ci lui dit : « Ah ! Te voilà, que viens-tu faire seul ? Vois ! Si ta cavalerie était ici… la bonne besogne. » – « Je viens de l'envoyer chercher, répondit M. le maréchal Bessières, et elle va venir là » en montrant la terre avec son doigt. Ce moment même, une bordée d'artillerie fut lâchée sur notre groupe, et comme si elle avait fait long feu, un des derniers coups frappant M. le maréchal Bessières, l'enleva de dessus son cheval, le jeta de toute sa longueur à terre, en même temps que son sang et des lambeaux de chairs, dont je fus couvert en partie, furent projetés de tous côtés. »

Napoléon, pour qui la mort de Bessières est une perte immense, fait ce commentaire : « Bessières a vécu comme Bayard et il est mort comme Turenne ». Il écrit à la duchesse d'Istrie : « Ma cousine, votre mari est mort au champ d'honneur ! La perte que vous faites, vous et vos enfants, est grande, sans doute, mais la mienne l'est davantage encore : le duc d'Istrie est mort de la plus belle mort et sans souffrir ; il laisse une réputation sans tache ; c'est le plus bel héritage qu'il ait pu léguer à ses enfants. Ma protection leur est acquise ; ils héritent aussi de l'affection que je portais à leur père. Trouvez dans toutes ces considérations des motifs de consolation pour alléger vos peines, et ne doutez jamais de mes sentiments pour vous ».

## Vie privée

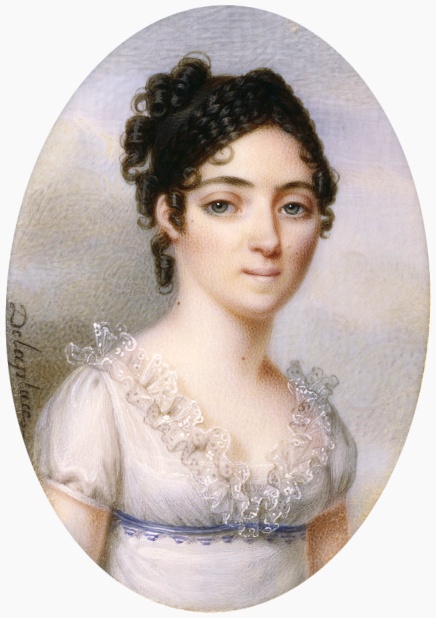
La maréchale Bessières, duchesse d'Istrie, née Marie-Jeanne Lapeyrière.

Jean-Baptiste Bessières est le frère aîné du général de brigade Bertrand Bessières (1773-1854), promu à ce grade après Austerlitz et qui s'est signalé en Espagne, en Russie et en Allemagne. Il termine sa carrière avec le grade de lieutenant-général sous la Restauration. Le préfet et diplomate Julien Bessières (1777-1840) est également l'un de ses cousins,,.
Le 27 octobre 1801, il épouse, en la chapelle de Canussel à Lacour, Marie-Jeanne Lapeyrière, fille de Jean-Louis Lapeyrière, receveur des revenus du clergé à Cahors, et sœur d'Augustin Lapeyrière. Les deux époux, épris l'un de l'autre, se connaissent depuis l'enfance et, selon Chardigny, « le mariage de Bessières resta une affaire tout à fait personnelle ». Un enfant naît de leur union en 1802, Napoléon Bessières, sans postérité. Douce, pieuse et réservée, la maréchale est une femme de caractère qui n'hésite pas à s'opposer frontalement à Napoléon, notamment sur la question religieuse. La mort de Bessières en 1813 lui cause une profonde douleur, laquelle s'accentue lorsqu'elle découvre, en fouillant dans les papiers de son mari, que celui-ci a su s'organiser une double vie avec Virginie Oreille, une jeune danseuse de l'Opéra.
Bessières n'ayant pas laissé de fortune, Napoléon se charge de régler ses dettes tandis que sa veuve obtient en 1815, de la part de l'empereur d'Autriche, une rente de 20 000 francs destinée à compenser la perte de sa précédente dotation provenant de territoires restitués à la maison de Habsbourg. La maréchale Bessières meurt le 4 juin 1840, vingt-sept ans après son mari.

## Considérations
« Bessières était d'une bravoure froide, calme au milieu du feu ; il avait de très bons yeux ; il était fort habitué aux manœuvres de cavalerie, et propre surtout à commander une réserve. On le verra, dans toutes les grandes batailles, rendre les plus grands services. Lui et Murat étaient les premiers officiers de cavalerie de l'armée, mais de qualités bien opposées : Murat était un officier d'avant-garde, aventureux et bouillant ; Bessières était un officier de réserve plein de vigueur, mais prudent et circonspect. »

— Jugement de Napoléon sur Bessières à Sainte-Hélène.

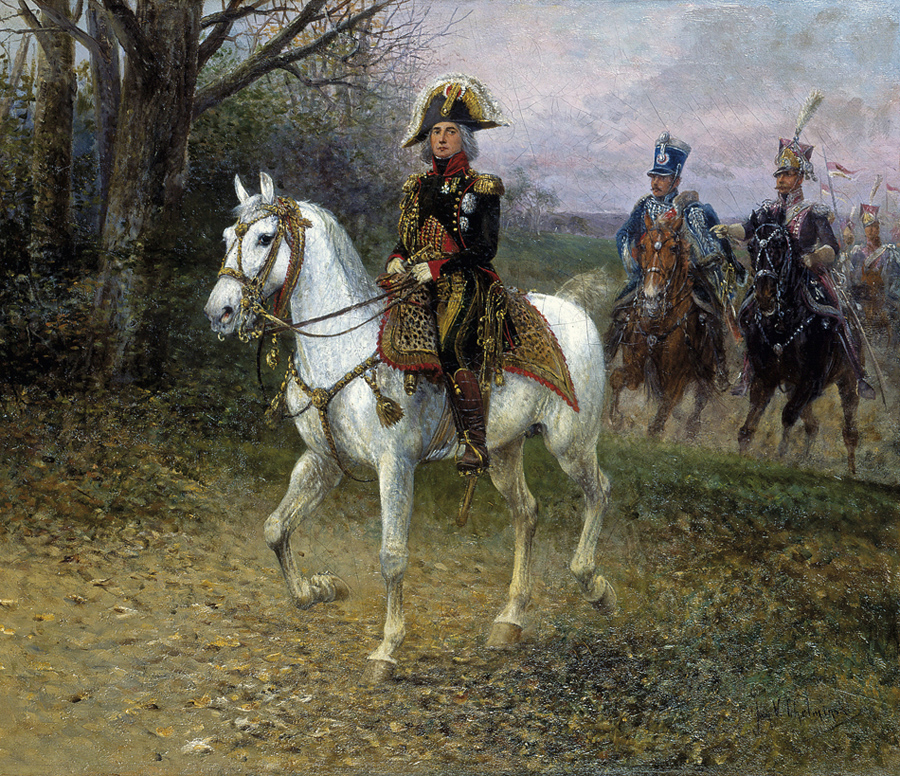
Le maréchal Bessières et son escorte de lanciers polonais de la Garde en 1813. Peinture de Jan Chełmiński.

Bessières est connu pour son caractère franc, humain et désintéressé ainsi que pour sa fidélité absolue à Napoléon,. Toutefois, son dévouement ne l'empêche pas de manifester à plusieurs reprises son désaccord avec son souverain, notamment au sujet de l'intervention en Espagne ou à propos du mariage autrichien. Bien qu'une telle opposition ne soit pas de nature à exercer une réelle influence sur Napoléon, celui-ci apprécie la compagnie du natif de Prayssac et les deux hommes entretiennent jusqu'à la fin des relations amicales, quoique plus intellectuelles qu'affectives. L'Empereur remarque que « ses qualités, se développant avec les circonstances, le montrèrent toujours à la hauteur de sa fortune ; on vit Bessières constamment bon, humain, généreux ; d'une loyauté, d'une droiture antiques ; soldat homme de bien, et citoyen honnête homme ». Toujours impeccablement habillé, il accorde un soin particulier à son apparence, notamment en conservant le port de la queue et les cheveux poudrés coiffés à l'ancienne mode. L'historien Charles Esdaile considère Bessières comme « l'une des figures les plus attachantes au sein du maréchalat » et écrit à son propos : « contrairement à nombre de ses collègues, il n'était pas un condottiere brutal et cupide mais un homme cultivé, étranger à toute forme de vénalité ».
En privé, il se montre poli et courtois, mais sans jamais se départir de ses manières et de son sérieux. Gérard Gorokhoff note que « son allure élancée, de belles dents et ses bonnes manières lui donnaient l'apparence d'un grand seigneur plutôt que d'un fils de médecin sorti du rang à la faveur de la Révolution ». Il est également l'un des rares chefs de l'armée à avoir conservé des sentiments religieux et également le seul, avec Berthier, à apprécier la vie à la Cour. Durant le passage de la Bérézina, il fait preuve de bienfaisance en sauvant la vie de plusieurs civils et en se chargeant d'un enfant dont la mère venait de mourir en essayant de traverser la rivière. En Espagne, il s'efforce de préserver les populations civiles des excès commis par ses troupes et va jusqu'à confier ses blessés aux soins de moines espagnols. La sagesse de son administration est reconnue par les habitants et des services funèbres sont célébrés dans certaines provinces à l'annonce de sa mort. Ce tableau est cependant nuancé par Dunn-Pattison qui explique que le maréchal n'a pas hésité à recourir à des méthodes brutales, en ordonnant par exemple de persécuter les familles des guérilleros afin de venger les exactions commises contre ses hommes ou en procédant à des exécutions sommaires lorsqu'un village ne s'acquittait pas des contributions demandées.
Sur le terrain, Bessières se révèle comme un officier de cavalerie talentueux, particulièrement lors de la campagne d'Allemagne de 1809, et s'il ne possède pas la fougue et le panache de Murat, ses compétences tactiques ne sont pas loin d'égaler celles de ce dernier. De nombreux contemporains n'hésitaient d'ailleurs pas à le considérer comme supérieur au roi de Naples, tant du point de vue de l'intelligence et du jugement que de l'attention accordée aux hommes et aux chevaux. Moins célèbre que Murat, Lasalle ou Kellermann, il n'en demeure pas moins un cavalier accompli au coup d’œil sûr, sachant faire preuve d'initiative et de sang-froid, et à la bravoure incontestable ; il n'hésite par exemple jamais à mener personnellement les charges de sa cavalerie. En campagne, il passe ses journées à cheval et affiche une grande proximité avec ses hommes dont il partage le quotidien. Sa sollicitude pour le soldat lui vaut d'être adoré par ses troupes, en particulier celles de la Garde ; à Wagram, alors qu'il vient d'être projeté à terre par la mort de son cheval, Napoléon lui dit : « voilà un beau boulet, Bessières, il a fait pleurer ma Garde ». Sa réputation souffre néanmoins aux yeux de l'armée en raison de son attitude à la bataille de la Moskova où il déconseille à Napoléon de faire intervenir la Garde impériale, compromettant ainsi toute chance de remporter une victoire décisive. Davantage encore que sur les champs de bataille, Bessières joue un rôle essentiel dans l'organisation, l'équipement et l'entraînement de la Garde impériale, fonction dans laquelle il révèle des qualités d'administrateur mais qui explique aussi qu'il soit l'un des maréchaux du Premier Empire les plus méconnus. À Sainte-Hélène, l'Empereur déclare : « si j'avais eu Bessières à Waterloo, ma Garde aurait décidé de la victoire ».

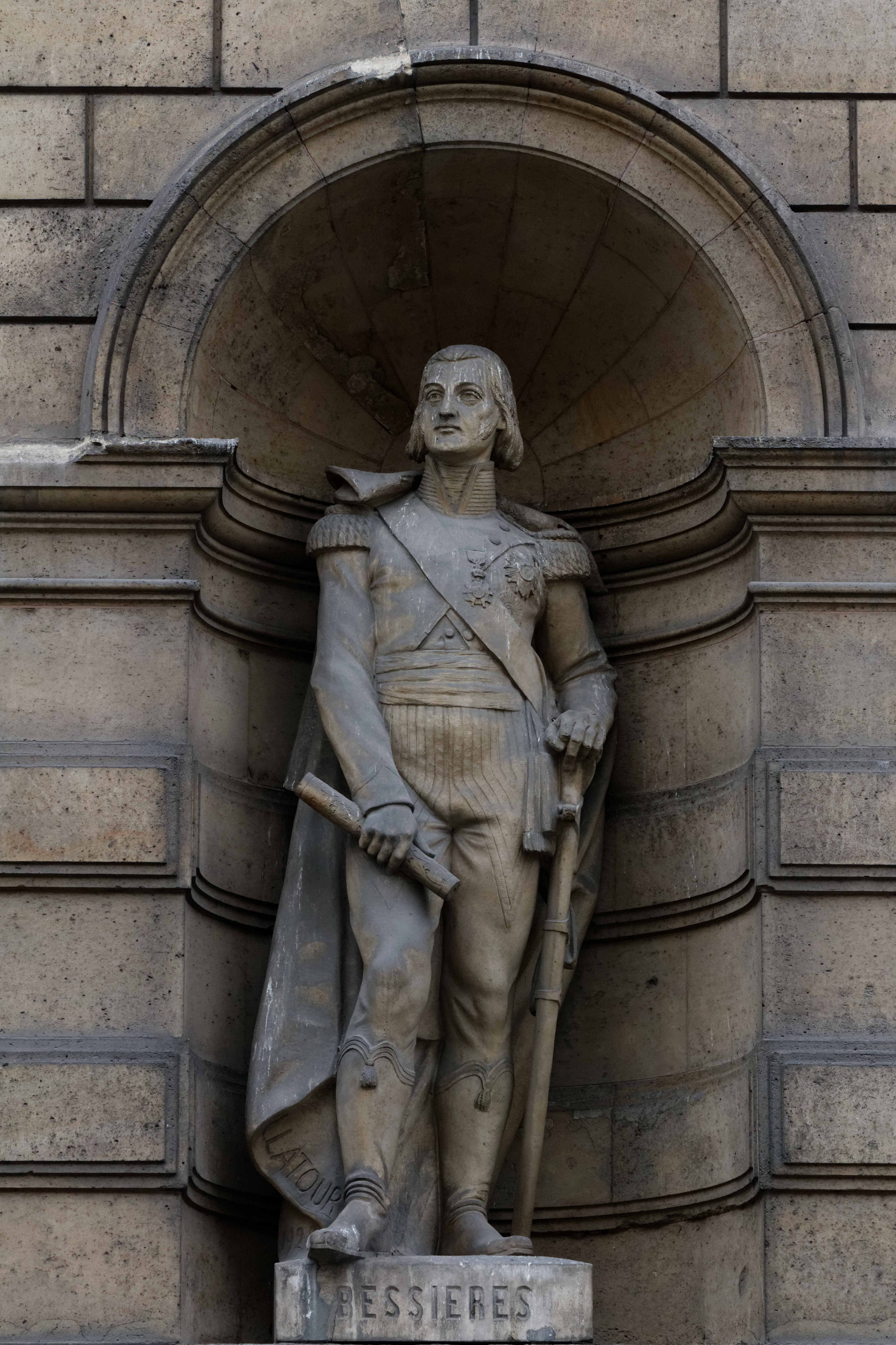
Statue du maréchal Bessières sur la façade nord du pavillon de Rohan au palais du Louvre, à Paris.

En tant que commandant en chef, Bessières montre néanmoins ses limites. Selon l'historien Richard Dunn-Pattison, « son courage moral semblait l'abandonner aux moments critiques. En Espagne — que ce soit à Medina de Rioseco, Burgos ou Fuentes d'Onoro —, il se montra incapable de s'engager résolument dans le combat. Comme beaucoup d'autres généraux, il ne manquait pas de présence d'esprit, mais cela était insuffisant pour l'élever au rang de ces grands commandants qui perçoivent intuitivement l'instant où tout doit être risqué ». Le général Maximilien Sébastien Foy juge ses dispositions à Medina de Rioseco excellentes mais fustige son incapacité à exploiter sa victoire. Dans son ouvrage consacré aux maréchaux d'Empire ayant servi en Espagne, Richard Humble considère que son bilan dans la péninsule reste « léger », écrivant que « les faits d'armes de Bessières n'étaient que peu de choses comparés à ceux de Masséna, de Davout, de Lannes ou de Ney » et qu'il « manquait cruellement des multiples talents requis sur ce théâtre d'opérations particulièrement ingrat ». Le même auteur remarque cependant que Bessières n'était pas totalement dépourvu de vision stratégique et qu'il avait clairement entrevu l'impasse dans laquelle se trouvaient alors les troupes françaises en Espagne.
Le comportement de Bessières à Fuentes de Oñoro a fait l'objet de nombreuses critiques. L'historien Frédéric Hulot, dans sa biographie consacrée à Masséna, écrit ainsi que « sa responsabilité [à Bessières] dans l'affaire de Fuentes de Onoro est écrasante » tandis que Jacques Garnier décrit son intervention comme « toute théâtrale et dépourvue d'efficacité ». Oleg Sokolov porte également un jugement sévère sur le maréchal en expliquant que par sa faute « les Anglais sortirent indemnes d'une situation où normalement ils étaient voués à l'échec ». André Rabel tente pour sa part de justifier l'attitude du duc d'Istrie en notant que « les 800 grenadiers du général Lepic formaient la seule réserve de l'armée ; il eut été de la dernière imprudence de la compromettre en l'engageant » ; il estime à cet égard que la perte de la bataille réside bien davantage dans l'inaction d'une partie des forces de Masséna et le manque de coordination d'ensemble de son armée que dans le refus de Bessières de lancer la Garde à l'attaque. Le général Thoumas tempère ce jugement, en remarquant que si Lepic « ne faisait qu'obéir à un ordre formel », la non-intervention de sa cavalerie reste difficilement explicable : « à quoi servait d'ailleurs la présence de la brigade Lepic, comme troupe de réserve, si elle ne devait pas agir au moment où son action devenait nécessaire ? ».

## Titre et distinctions
Bessières est créé duc d'Istrie et de l'Empire par lettres patentes du 28 mai 1809. Il se voit attribuer, en outre, plusieurs distinctions françaises et étrangères :
 Empire français
- Grand officier (25 prairial an XII - 14 juin 1804) et chef de la 3e cohorte de la Légion d'honneur[133]
- Grand aigle de la Légion d'honneur (2 février 1805)[133]

 Royaume d'Italie
- Commandeur de l'Ordre de la Couronne de fer[133]

 Royaume de Wurtemberg
- Chevalier de l'Ordre de l'Aigle d'Or de Wurtemberg[133]

 Royaume de Saxe
- Grand'croix de l'Ordre de Saint-Henri de Saxe[133]

 Royaume de Portugal
- Grand'croix de l'Ordre du Christ de Portugal[133]

 Empire d'Autriche
- Grand'croix de l'Ordre impérial de Léopold[134]

## Hommages, honneurs et mentions
- Son buste orne la galerie des Batailles du château de Versailles ;
- Son nom est gravé sous l'arc de triomphe de l'Étoile (pilier Sud) ;
- Son nom est donné à l'un des boulevards des Maréchaux de Paris, le boulevard Bessières ;
- Sa maison natale est devenue le « collège d'Istrie » (Prayssac, Lot)[135] ;
- On trouve sa statue à Prayssac (érigée par Molknecht en 1845), à Cahors (place Aristide-Biand, par Molknecht) ainsi que sur la façade nord du palais du Louvre (œuvre de Latour)[135] ;
- La 51e promotion de l'École militaire interarmes porte le nom de Maréchal Bessières.

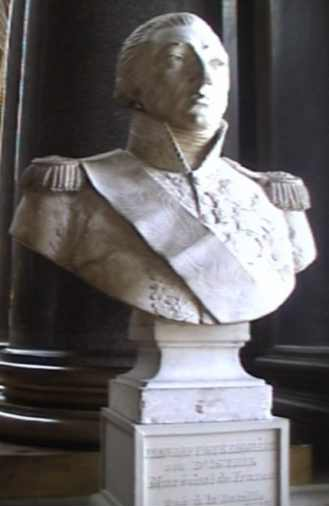
Buste du maréchal Bessières, dans la galerie des Batailles du château de Versailles.
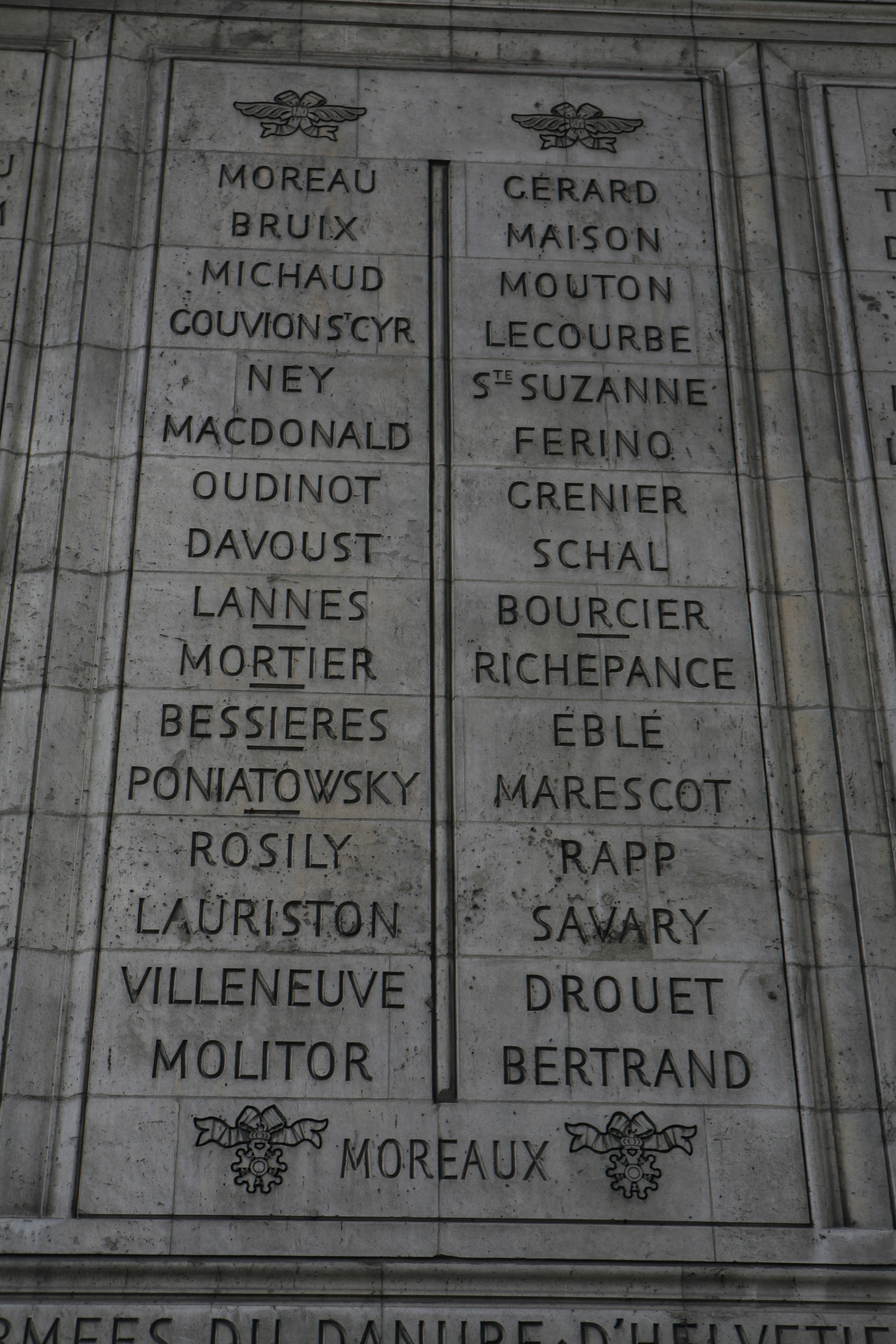
Noms gravés sur l'arc de triomphe, colonnes 13 et 14.
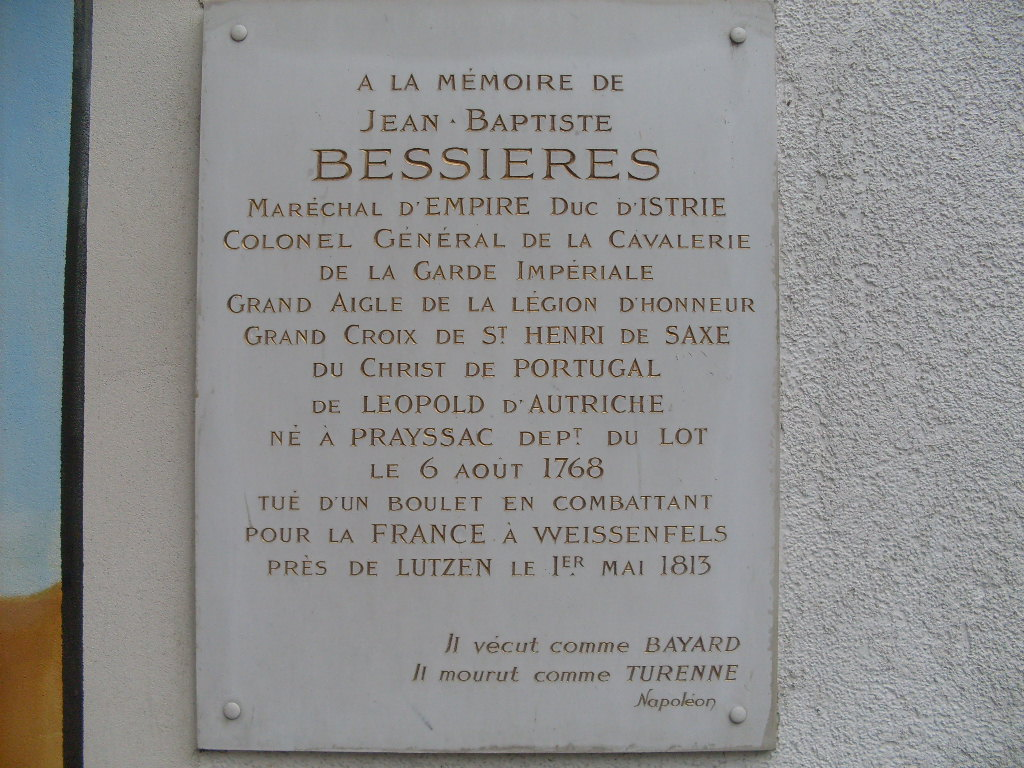
Plaque commémorative à Rippach.
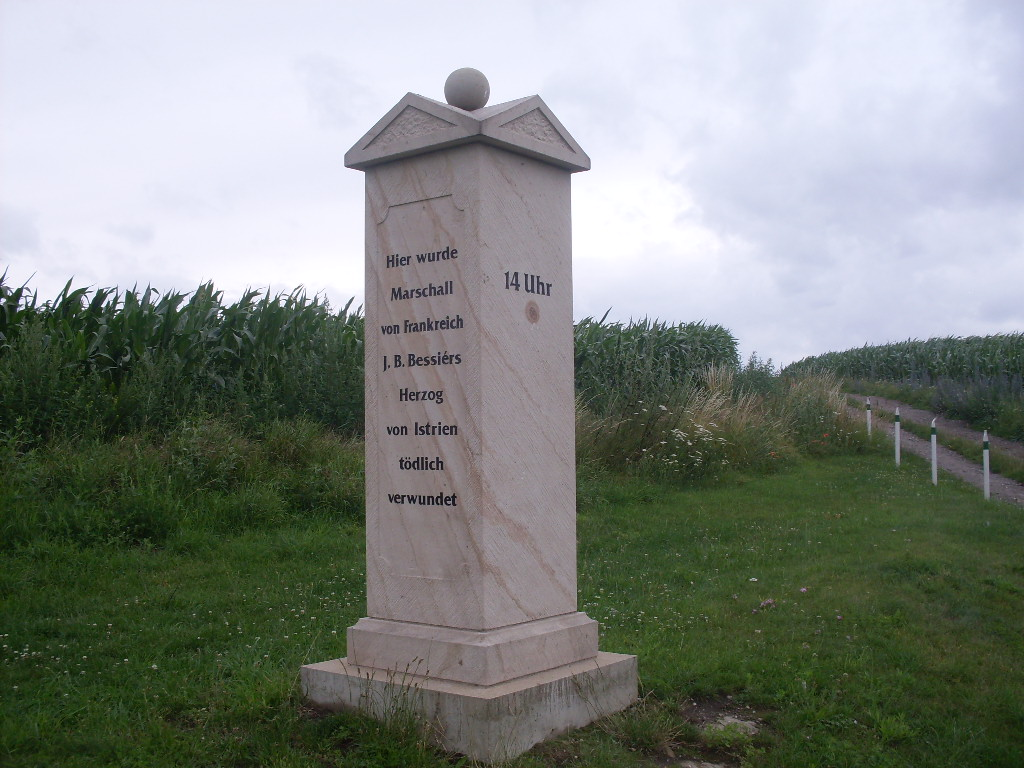
Stèle en l'honneur du maréchal Bessières à Rippach.
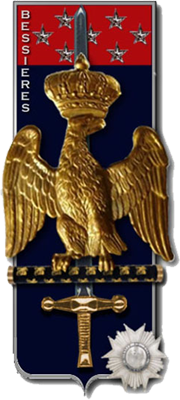
Insigne de la promotion Maréchal Bessières de l'École militaire interarmes.